# 21. duben
21. duben je 111. den roku podle gregoriánského kalendáře (112. v přestupném roce). Do konce roku zbývá 254 dní. Svátek má Alexandra.

## Události

### Česko
- 1757 – Sedmiletá válka: pruské a rakouské jednotky se střetly v bitvě u Liberce.
- 1783 – V Praze bylo slavnostně otevřeno Nosticovo divadlo Lessingovou tragédií Emilia Galotti.
- 1918 – Československá národní rada a italská vláda uzavřely dohodu o postavení československého vojska v Itálii.
- 1945
  - Americká vojska vstoupila na československé území a osvobodila Aš.
  - Partyzáni zničili vojenský vlakový transport u Karlštejna.
- 1952 – První číslo časopisu Lidé a země vyšlo v Praze.
- 1990 – Papež Jan Pavel II. zahájil dvoudenní návštěvu Československa, historicky první oficiální návštěvu papeže v Československu.
- 2012 – Největší demonstrace od listopadu 1989. Odbory a dvě desítky iniciativ a sdružení přilákaly do Prahy prý až 120 tisíc protestujících. Odboráři požadovali demisi Nečasovy vlády a předčasné volby, odmítli vládní reformy.
- 2015 – Vnučka novináře Ferdinanda Peroutky zažalovala stát kvůli výrokům prezidenta Miloše Zemana. Chce, aby se za ně hlava státu omluvila.

### Svět
- 753 př. n. l. – Podle římské tradice bylo založeno město Řím.
- 43 př. n. l. – Armáda Marca Antonia byla poražena jednotkami Gaia Vibia Pansy Caetroniana a Aula Hirtia v bitvě u Mutiny.
- 1509 – Po smrti anglického krále Jindřicha VII. Tudora dědí trůn jeho syn Jindřich VIII.
- 1526 – V bitvě u Pánípatu byl zabit poslední dillíský sultán. Jeho přemožitel Bábur byl zakladatelem Mughalské říše.
- 1895 – Woodville Latham se svými syny představil Panopticon, první filmový promítací přístroj v USA.
- 1919 – Výrazné vylepšení zvukového filmu. Lee de Forest oznamuje vynález technologie "Phonofilmu", kdy je film a zvuk na  jednom celuloidovém pásu.
- 1945
  - Italskou Bolognu dobyly jednotky polského 2. sboru britské 8. armády a 2. sboru americké 5. armády.
  - Jednotky francouzské 5. obrněné divize, 2. marocké pěší divize a 3. alžírské pěší divize spolu s VI. Sborem dělostřelectva 7. armády USA dobyly Stuttgart.
- 1960 – Hlavním městem Brazílie se stala Brasília místo dosavadního Rio de Janeira.
- 2019 – Teroristické útoky na Srí Lance.

## Narození

### Česko

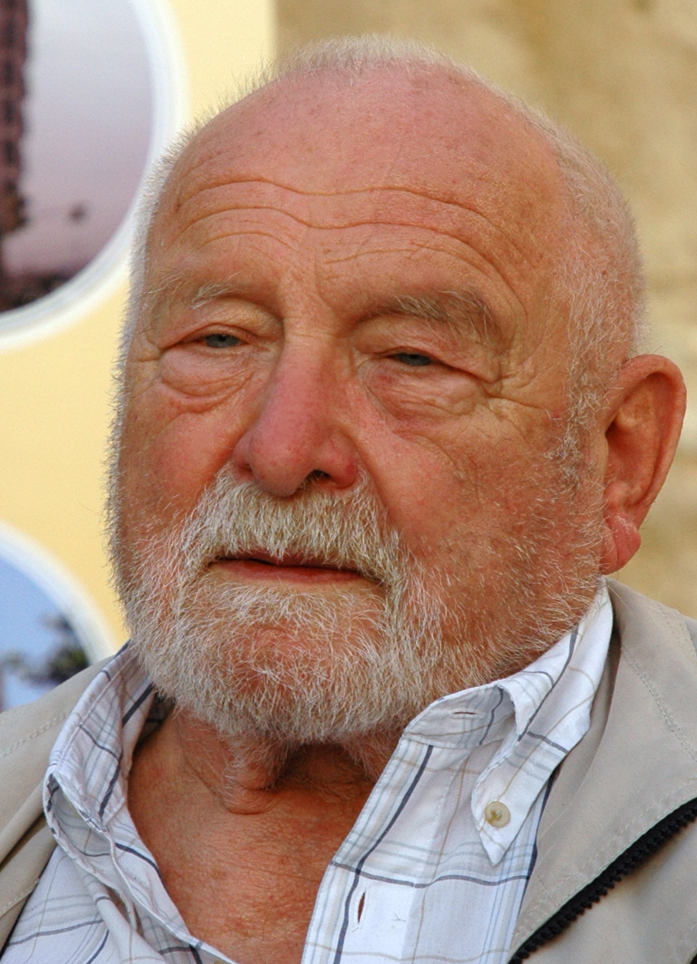
Olbram Zoubek (* 1926)

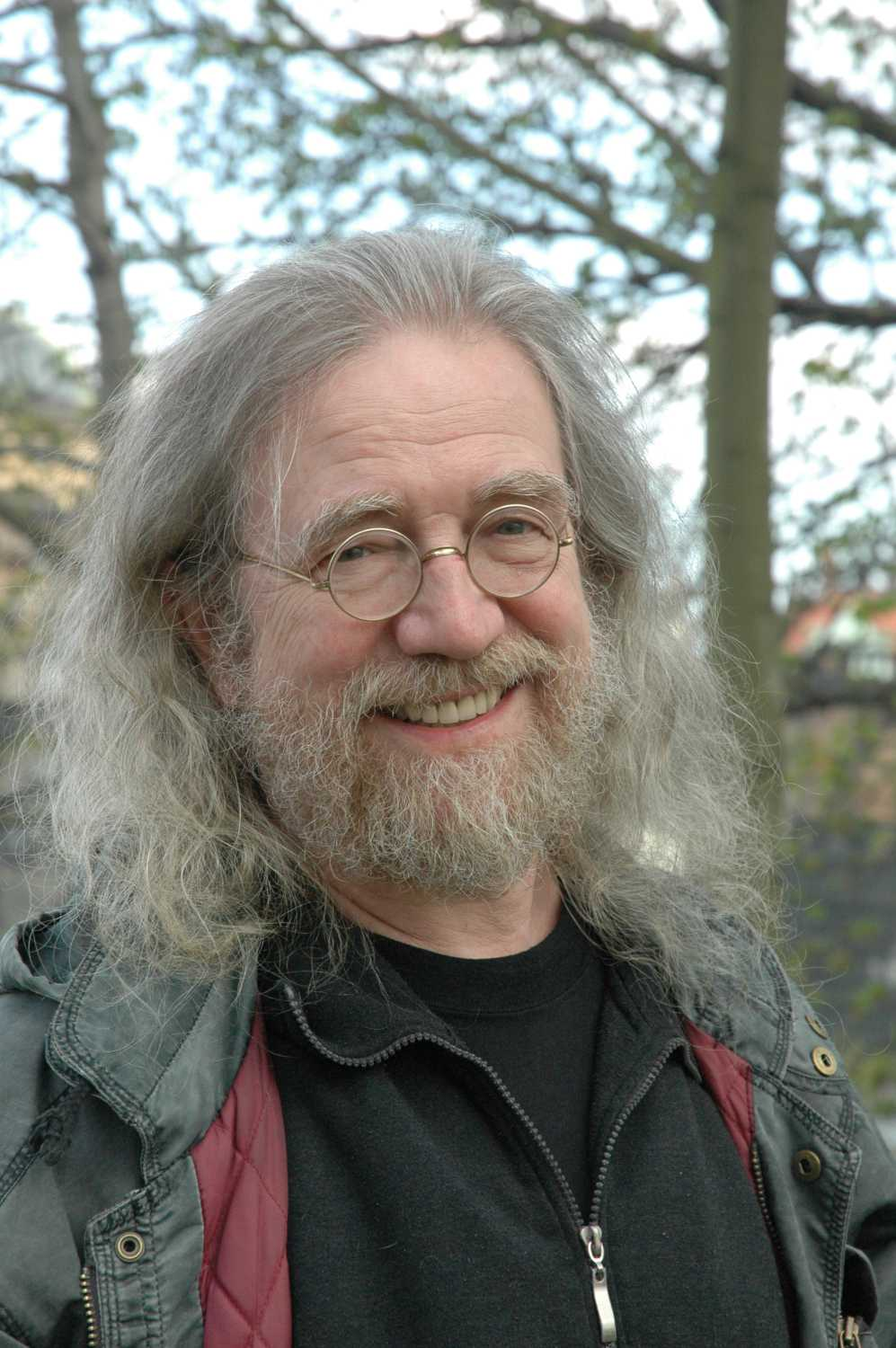
Jaroslav Hutka (* 1947)

- 1661 – Georg Joseph Kamel, jezuitský misionář, lékárník a botanik († 2. května 1706)
- 1717 – Leopold Antonín Podstatský, olomoucký kněz, kanovník a rektor († 21. března 1776)
- 1730 – Antonín Kammel, houslista a hudební skladatel († 5. října 1784)
- 1805 – Karel Balling, chemik a rektor Pražské polytechniky († 17. března 1868)
- 1828 – Ignatius Krahl, opat kláštera v Oseku u Duchcova († 19. listopadu 1886)
- 1838 – František Ferdinand Šamberk, dramatik, herec a režisér († 25. prosince 1904)
- 1849
  - Jan Štrobl, typograf a překladatel († 21. července 1906)
  - Karel Pippich, právník, sokolský a kulturní činitel († 29. března 1921)
- 1864 – Theodor Kašpárek, lékař a zvěrolékař († 24. prosince 1930)
- 1871 – Vojtěch Říhovský, hudební skladatel († 15. září 1950)
- 1880 – Robert Saudek, grafolog († 15. dubna 1935)
- 1882 – Jaroslav Hýbl, profesor a rektor Českého vysokého učení technického († 14. srpna 1950)
- 1885 – Bedřich Beneš Buchlovan, spisovatel a překladatel († 9. září 1953)
- 1891 – František Suchý Pražský, hudební skladatel a spisovatel; sběratel a upravovatel lidových písní († 13. června 1973)
- 1892 – Jaroslav Kvapil, klavírista, dirigent, hudební skladatel a pedagog († 18. února 1958)
- 1900 – Ladislav Pavelka, kněz, oběť nacismu i komunismu († ?)
- 1907 – Bob Hurikán, skaut, cestovatel, tramp a písničkář († 2. června 1965)
- 1910 – Jozef Herda, československý zápasník, stříbrná medaile OH 1936 († 4. října 1985)
- 1913 – Norbert Frýd, spisovatel († 17. března 1976)
- 1917 – Jiří Čepelák, zoolog, entomolog a pedagog († 2000)
- 1920 – Ladislav Koubek, československý fotbalový reprezentant († 9. října 1992)
- 1921 – Bořivoj Lůžek, český archivář a historik († 15. května 1987)
- 1924 – Slávka Budínová, herečka († 31. července 2002)
- 1926 – Olbram Zoubek, sochař († 15. června 2017)
- 1929
  - Václav Cigler, sochař, architekt a pedagog
  - Judita Čeřovská, zpěvačka († 9. října 2001)
- 1933 – Petr Pokorný, evangelický teolog († 18. ledna 2020)
- 1935
  - Vladimír Hulpach, spisovatel, editor a scenárista
  - Věra Nerušilová, zpěvačka, šansoniérka a herečka
- 1936 – Antonín Novák, houslista († 10. prosince 2008)
- 1940
  - Edita Štaubertová, zpěvačka († listopad 2010)
  - Pavel Zářecký, politik a právník
- 1946 – Jiřina Šedinová, hebraistka a překladatelka moderní izraelské literatury
- 1947 – Jaroslav Hutka, písničkář, básník a fejetonista
- 1949 – Jarmila Stojčevská, básnířka a překladatelka
- 1958 – Jiří Hrubeš, bubeník
- 1960 – Petr Rak, archivář a historik
- 1969 – Marek Pakosta, volejbalista
- 1988 – Tereza Dočkalová, divadelní a filmová herečka
- 1992 – Nikola Buranská, modelka

### Svět

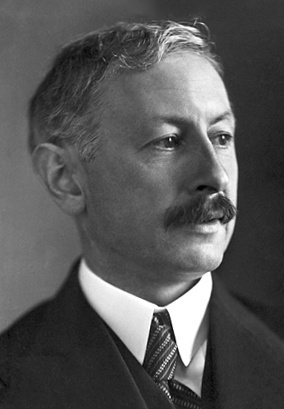
Paul Karrer (* 1889)

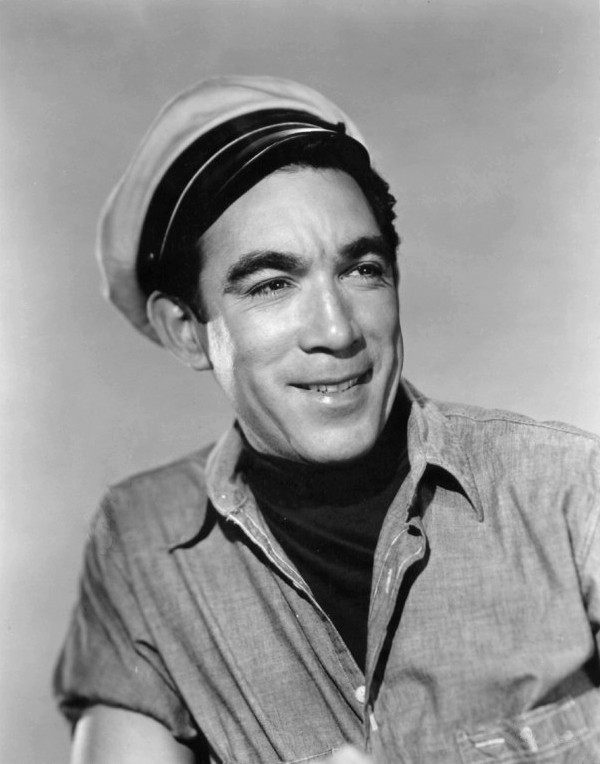
Anthony Quinn (* 1915)

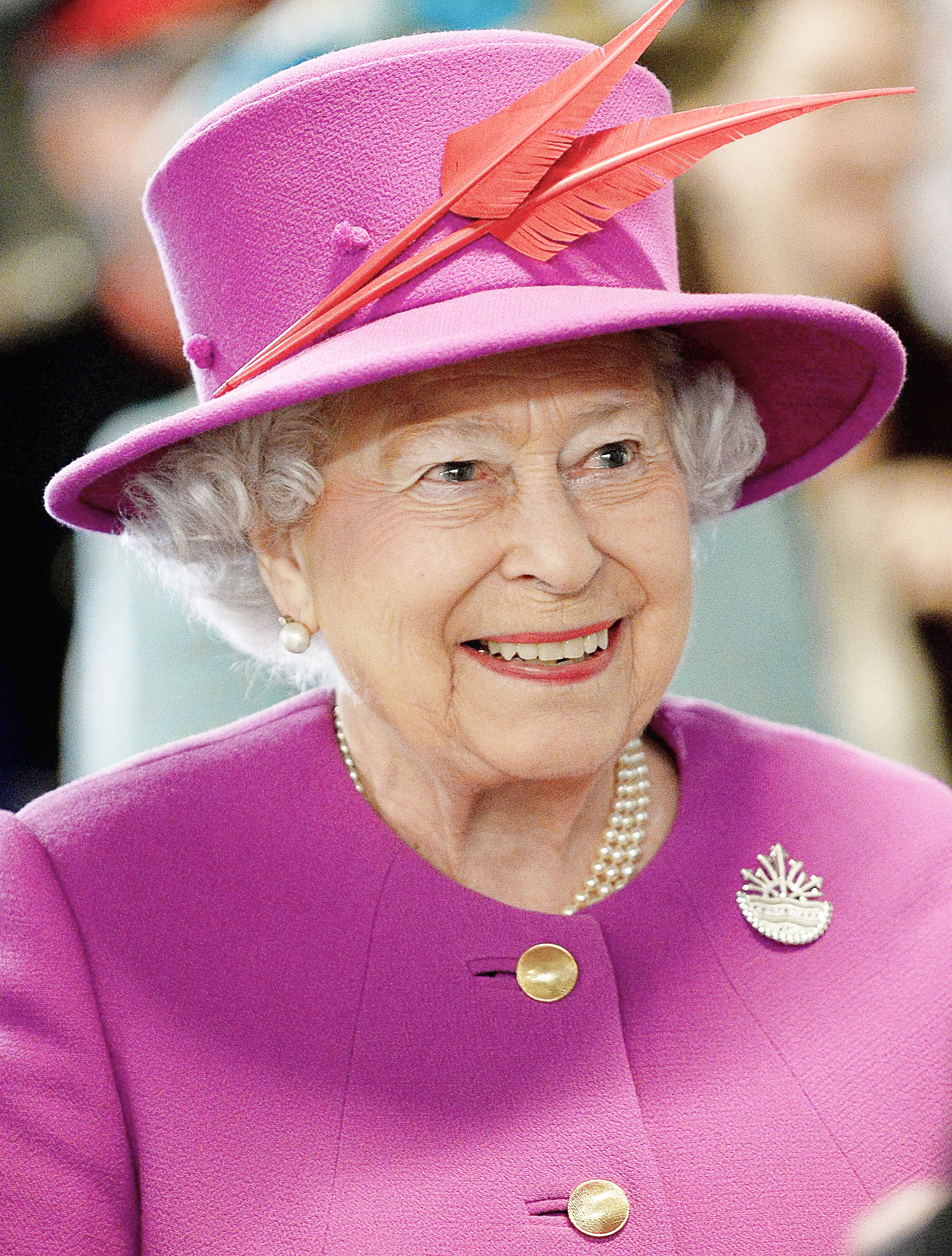
Alžběta II. (* 1926)

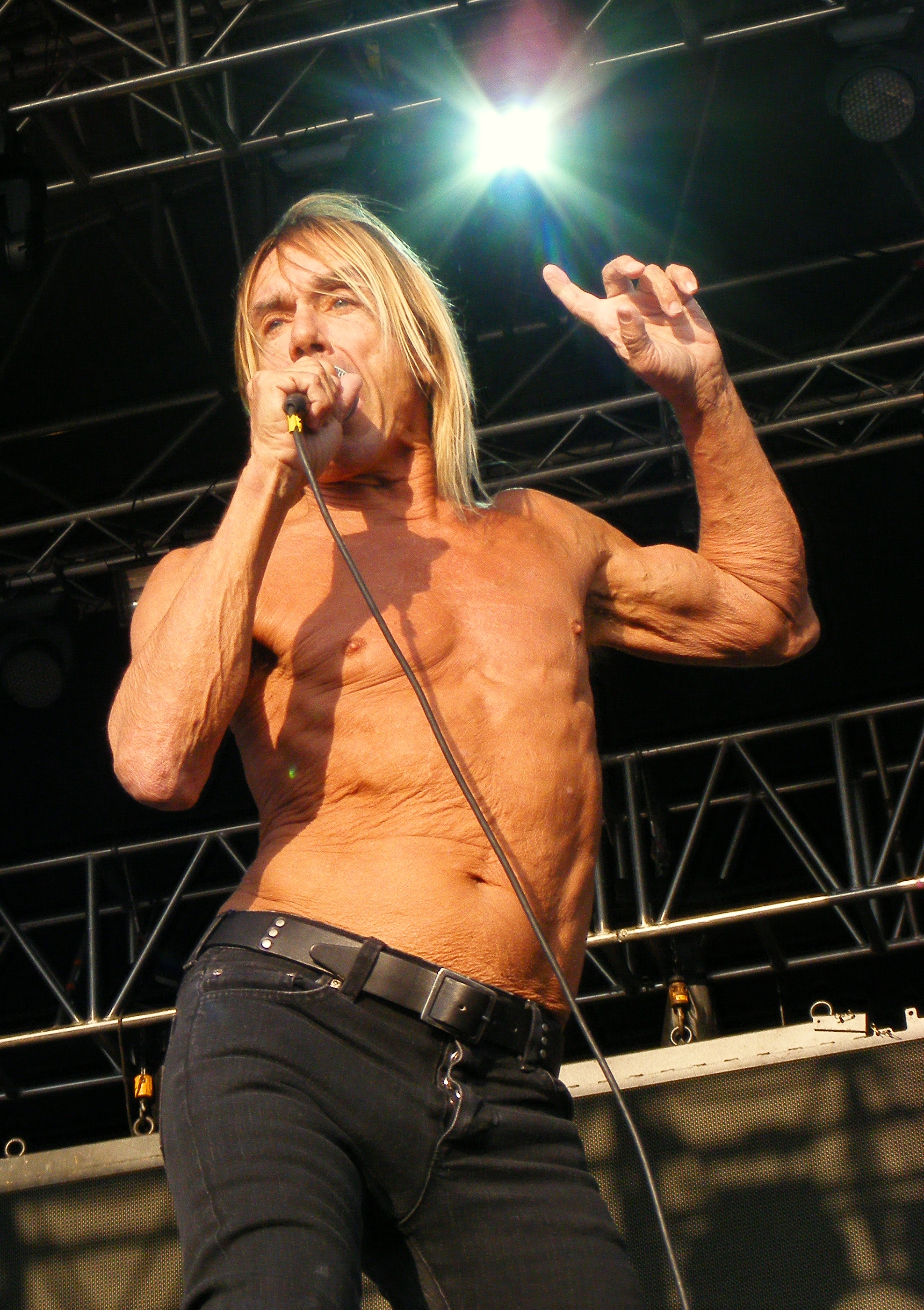
Iggy Pop (* 1947)

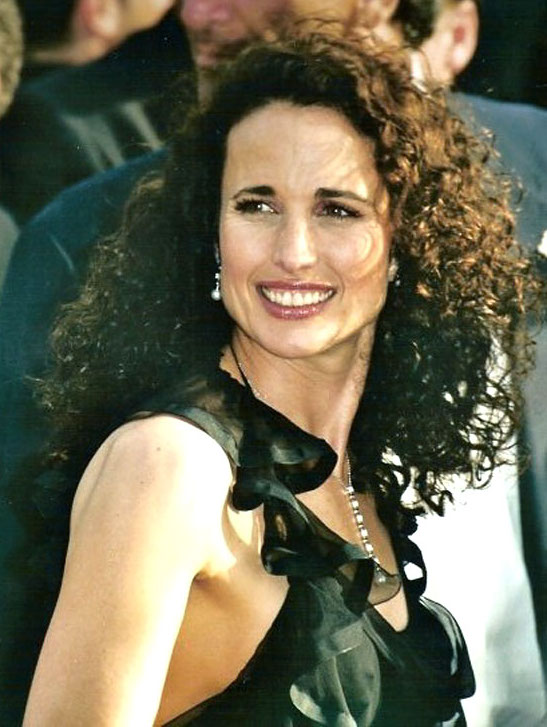
Andie MacDowell (* 1958)

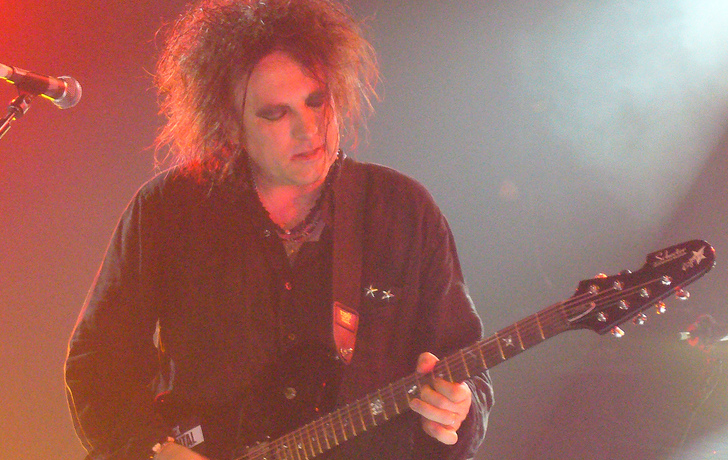
Robert Smith (* 1959)

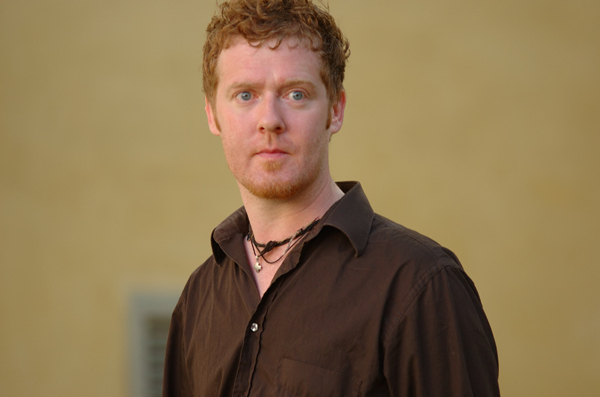
Glen Hansard (* 1970)

- 1488 – Ulrich von Hutten, německý učenec, básník a reformátor († 29. srpna 1523)
- 1555 – Lodovico Carracci, italský barokní malíř († 1619)
- 1619 – Jan van Riebeeck, zakladatel Kapského Města († 18. ledna 1677)
- 1651 – Joseph Vaz, indický misionář na Srí Lance, katolický světec († 16. ledna 1711)
- 1652 – Michel Rolle, francouzský matematik († 8. listopadu 1719)
- 1671 – John Law, skotský ekonom († 21. března 1729)
- 1673 – Amálie Vilemína Brunšvicko-Lüneburská, manželka císaře Josefa I., česká královna († 10. dubna 1742)
- 1735 – Ivan Petrovič Kulibin, ruský hodinář, mechanik, projektant a vynálezce († 8. listopadu 1818)
- 1752 – Humphry Repton, anglický zahradní architekt († 24. března 1818)
- 1763 – François Athanase de Charette de la Contrie, francouzský roajalistický důstojník († 29. února 1796)
- 1767 – Alžběta Vilemína Württemberská, manželka Františka II. († 18. února 1790)
- 1774 – Jean-Baptiste Biot, francouzský fyzik, astronom a matematik († 3. února 1862)
- 1782 – Friedrich Fröbel, německý pedagog († 21. června 1852)
- 1785 – Charles-Joseph de Flahaut, francouzský generál († 1. září 1870)
- 1811 – Johann Christian Ferdinand Höfer, německo-francouzský lékař a spisovatel († 4. května 1878)
- 1814 – Louis-Auguste Bisson, francouzský fotograf († 12. května 1876)
- 1816 – Charlotte Brontëová, anglická spisovatelka († 31. března 1855)
- 1822 – Hannibal Goodwin, americký duchovní, vynálezce a fotograf († 31. prosince 1900)
- 1828 – Hippolyte Taine, francouzský filozof, historik a literární kritik († 5. března 1893)
- 1829 – Maria Anna Sala, italská řeholnice, blahoslavená († 24. listopadu 1891)
- 1837 – Fredrik Bajer, dánský spisovatel, nositel Nobelovy ceny za mír († 22. ledna 1922)
- 1838 – John Muir, americký přírodovědec a spisovatel († 24. prosince 1914)
- 1841 – Anselmo Lorenzo, španělský anarchista († 30. listopadu 1914)
- 1843 – Walther Flemming, německý biolog († 4. srpna 1905)
- 1848 – Carl Stumpf, německý filozof, psycholog a muzikolog († 25. prosince 1936)
- 1864 – Max Weber, německý sociolog († 14. června 1920)
- 1865 – Ota František Josef, rakouský arcivévoda († 1. listopadu 1906)
- 1882 – Percy Williams Bridgman, americký fyzik a filozof († 20. srpna 1961)
- 1886 – Viktor von Weizsäcker, německý neurolog, fyziolog a filozof († 9. ledna 1957)
- 1887 – Alexandra Viktorie Šlesvicko-Holštýnsko-Sonderbursko-Glücksburská, pruská princezna († 15. dubna 1957)
- 1889 – Paul Karrer, švýcarský chemik, Nobelova cena za chemii († 18. června 1971)
- 1890 – Benno Landsberger, německý asyriolog († 26. dubna 1968)
- 1898 – Eero Lehtonen, finský olympijský vítěz v pětiboji († 9. listopadu 1959)
- 1903 – Hans Hedtoft, premiér Dánska († 29. ledna 1955)
- 1904
  - Odilo Globocnik, rakouský válečný zločinec († 31. května 1945)
  - Ze'ev Šerf, ministr financí Izraele († 18. dubna 1984)
  - Vasiľ Hopko, slovenský řeckokatolický biskup († 23. července 1976)
- 1907 – Wade Mainer, americký bluegrassový banjista († 12. září 2011)
- 1909
  - Rollo May, americký psycholog († 22. října 1994)
  - Karl Scheit, rakouský kytarista, loutnista a hudební pedagog († 22. listopadu 1993)
- 1912
  - Eve Arnoldová, americká fotožurnalistka († 4. ledna 2012)
  - Marcel Camus, francouzský filmový režisér a scenárista († 13. ledna 1982)
- 1915
  - Anthony Quinn, mexicko-americký herec, malíř a scenárista († 3. června 2001)
  - Garrett Hardin, americký ekolog († 14. září 2003)
- 1920 – Hans Henning Ørberg, dánský didaktik a autor učebnic latiny († 17. února 2010)
- 1922
  - Alistair MacLean, britský spisovatel († 2. února 1987)
  - Mundell Lowe, americký kytarista a hudební skladatel († 2. prosince 2017)
- 1923 – John Mortimer, anglický spisovatel († 16. ledna 2009)
- 1924 – Claude Lefort, francouzský filozof († 3. října 2010)
- 1926 – Alžběta II., britská královna († 8. září 2022)
- 1928 – Jack Evans, kanadský lední hokejista narozený ve Walesu († 10. listopadu 1996)
- 1930 – Silvana Manganová, italská herečka († 16. prosince 1989)
- 1932
  - Slide Hampton, americký jazzový pozounista a hudební skladatel († 18. listopadu 2021)
  - Angela Mortimerová, anglická tenistka
- 1933 – Ian Carr, britský trumpetista († 25. února 2009)
- 1936 – Lionel Rogg, švýcarský varhaník
- 1938
  - Eddie King, americký bluesový kytarista, zpěvák a skladatel († 14. března 2012)
  - Eileen Barkerová, britská socioložka
- 1939 – John McCabe, anglický hudební skladatel a klavírista († 13. února 2015)
- 1941 – Pee Wee Ellis, americký saxofonista
- 1942 – Alan Skidmore, britský saxofonista
- 1944 – Guity Novin, kanadská malířka a kreslířka
- 1947 – Iggy Pop, americký rockový zpěvák
- 1950 – Karol Duchoň, slovenský zpěvák († 5. listopadu 1985)
- 1951 – Jean-Pierre Dardenne, belgický scenárista a filmový režisér
- 1952 – Soslan Andijev, sovětský zápasník, olympijský vítěz
- 1955
  - Toninho Cerezo, brazilský fotbalista
  - Eleanor Daleyová, kanadská skladatelka chorálů a chrámové hudby
- 1956 – Gheorghe Sarău, rumunský jazykovědec
- 1957 – Faustin-Archange Touadéra, premiér Středoafrické republiky
- 1958 – Andie MacDowell, americká herečka
- 1959 – Robert Smith, britský hudebník
- 1962 – Sergej Zaljotin, ruský kosmonaut
- 1965 – Ed Belfour, kanadský lední hokejový brankář
- 1969 – Toby Stephens, britský herec
- 1970 – Glen Hansard, irský hudebník a herec
- 1971 – Omar Hasan, argentinský ragbista
- 1972
  - Severina Vučković, chorvatská zpěvačka
  - Narghís Mohammadiová, íránská lidskoprávní aktivistka a novinářka, nositelka Nobelovy ceny za mír
- 1973 – Steve Backshall, anglický přírodovědec, dobrodruh, horolezec a spisovatel
- 1975 – Jesca Hoop, americká zpěvačka a kytaristka
- 1978 – Jukka Nevalainen, finský hudebník
- 1979
  - Tobias Linderoth, švédský fotbalista
  - James McAvoy, skotský herec
- 1980 – Vincent Lecavalier, kanadský lední hokejista
- 1985 – Christian Coma, americký hudebník, bubeník skupiny Black Veil Brides
- 1988 – Robbie Amell, kanadský herec
- 1991 – Max Chilton, britský pilot Formule 1
- 1995
  - Thomas Doherty, skotský herec
  - Ruahei Demantová, novozélandská ragbistka
  - Josh Adams, velšský ragbista
- 1997 – Matteo Pessina, italský fotbalista
- 2003 – Xavi Simons, nizozemský fotbalista

## Úmrtí

### Česko

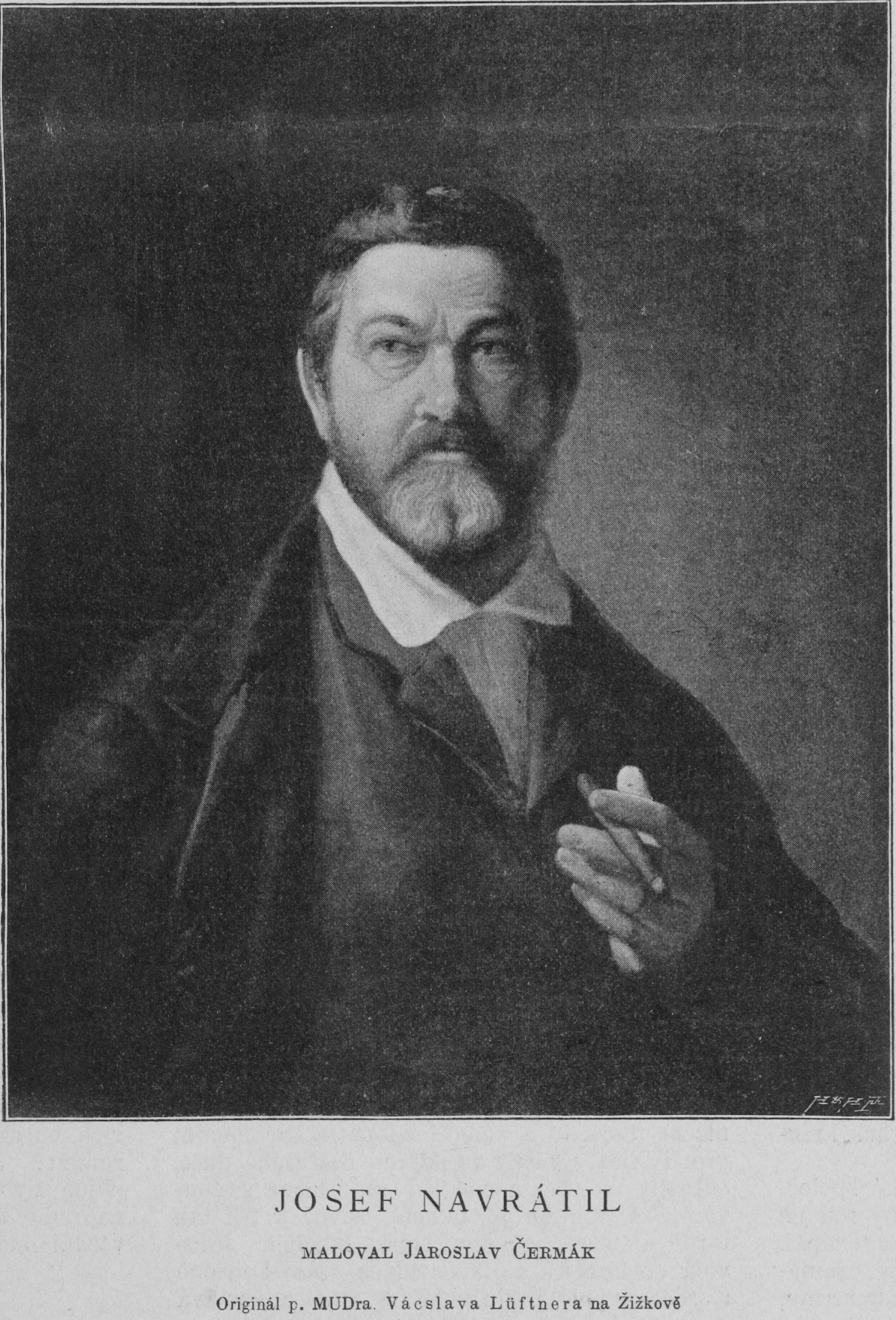
Josef Matěj Navrátil († 1865)

- 1865 – Josef Matěj Navrátil, malíř (* 17. února 1798)
- 1889 – Karel Houška, starosta Plzně (* 29. května 1833)
- 1891 – Karel Schwarz, poslanec Českého zemského sněmu, biskup pražský (* 30. září 1828)
- 1904 – Josef Seifert, generální vikář litoměřické diecéze (* 4. prosince 1822)
- 1910 – Zdeněk Strobach, právník a politik (* 1850)
- 1941
  - Josef Krejsa, malíř (* 14. března 1896)
  - Karel kardinál Kašpar, arcibiskup pražský v letech 1931–1941 (* 16. května 1870)
- 1961 – Bohumil Sláma, architekt (* 2. července 1887)
- 1968 – Josef David, legionář, politik, místopředseda vlády (* 17. února 1884)
- 1977 – Marie Anežka von Coudenhove-Honrichs, řeholnice Kongregace sester těšitelek Božského Srdce Ježíšova (* 7. září 1882)
- 1981 – Miloslav Disman, divadelní a rozhlasový režisér, dramaturg a pedagog (* 27. dubna 1904)
- 1992 – Eduard Foltýn, primátor města Ostravy (* 11. listopadu 1925)
- 2007 – Jana Berdychová, zakladatelka cvičení rodičů s dětmi (* 17. února 1909)
- 2010 – Ladislav Verecký, novinář, fejetonista, překladatel a spisovatel (* 25. června 1955)
- 2012 – Alois Horváth, romský muzikant a mistr houslař (* 22. ledna 1947)
- 2014 – Ladislav Hlaváček, fotbalista,  československý reprezentant (* 26. června 1925)
- 2023 – Mahulena Čejková, synodní kurátorka Českobratrské církve evangelické, lékařka a politička, (* 23. srpna 1936)

### Svět

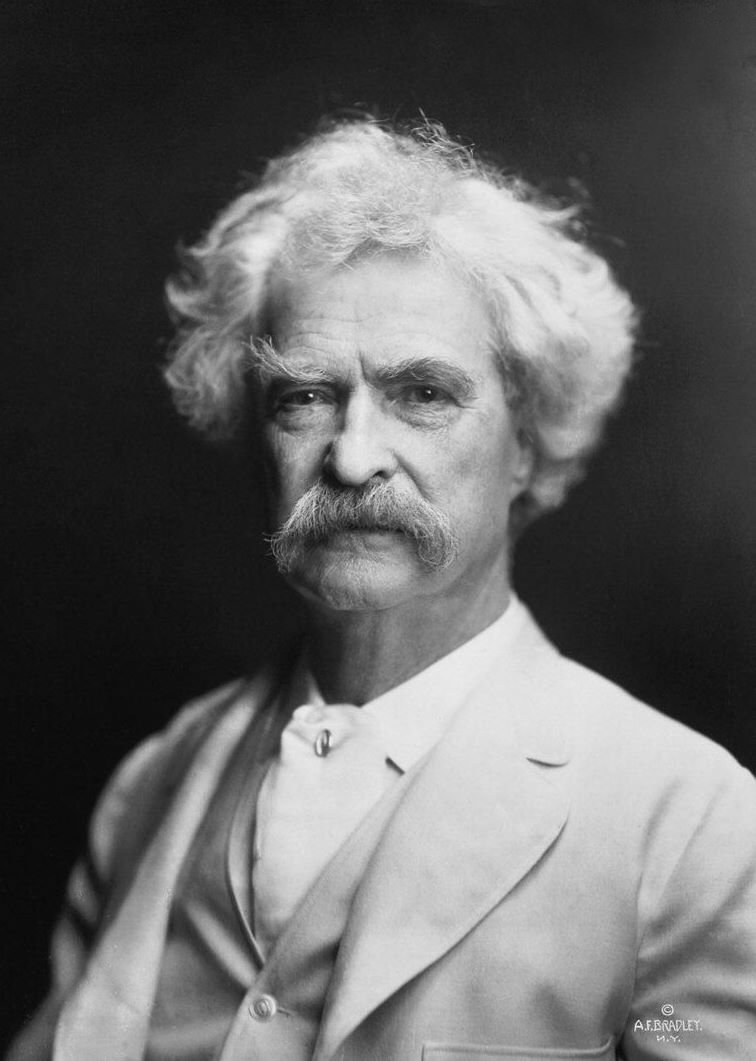
Mark Twain († 1910)

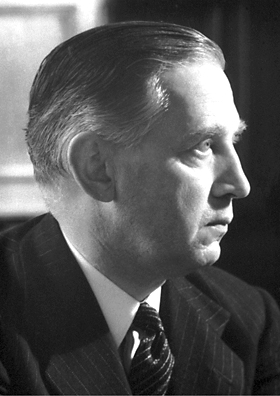
Edward Appleton († 1965)

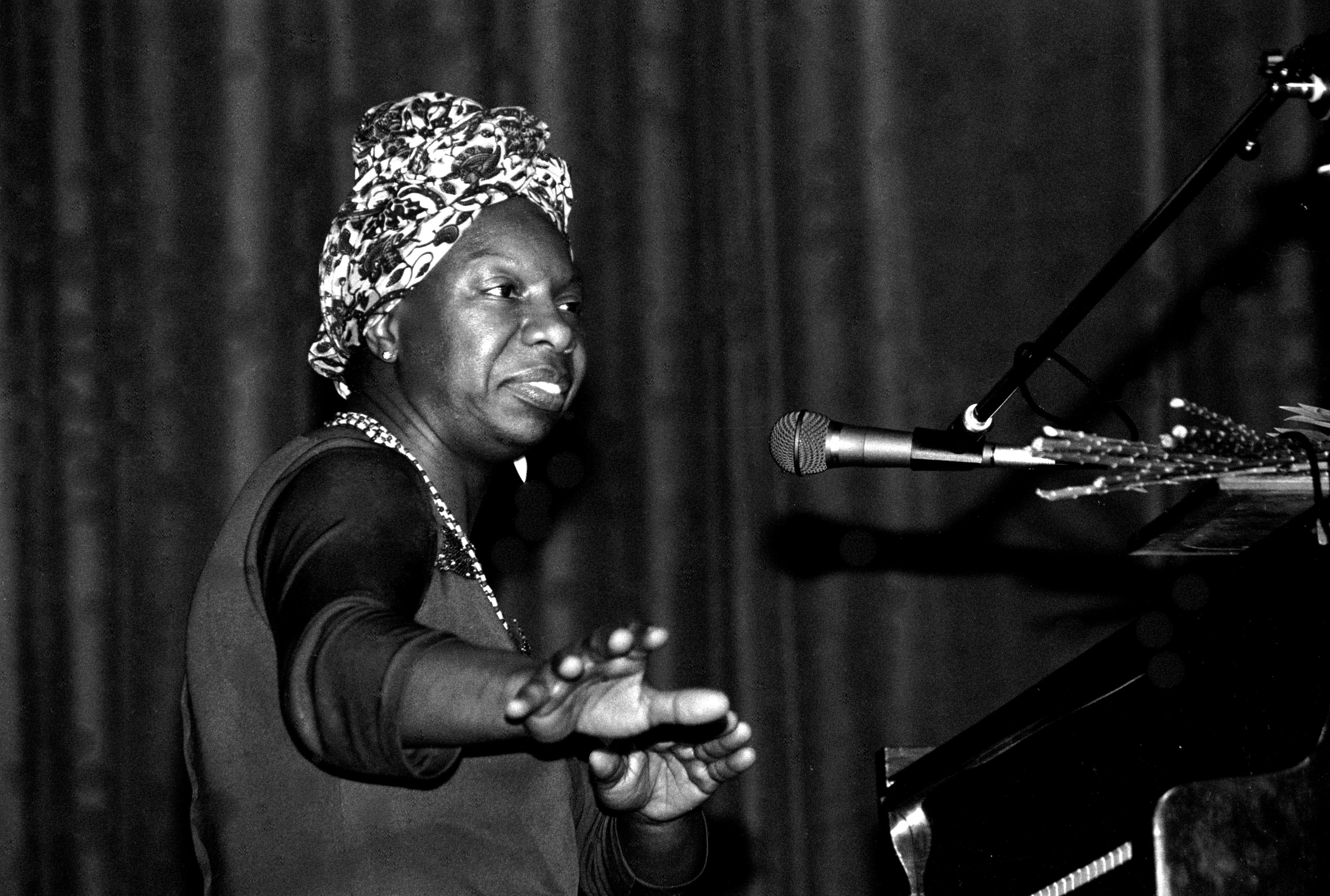
Nina Simone († 2003)

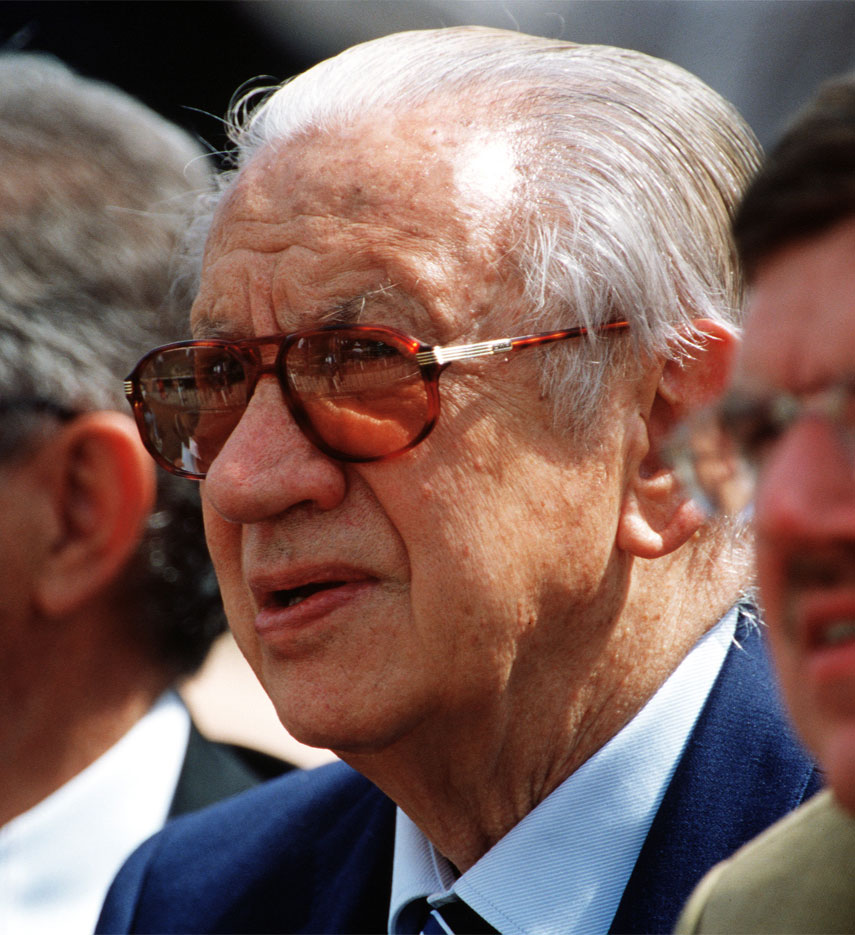
Juan Antonio Samaranch († 2010)

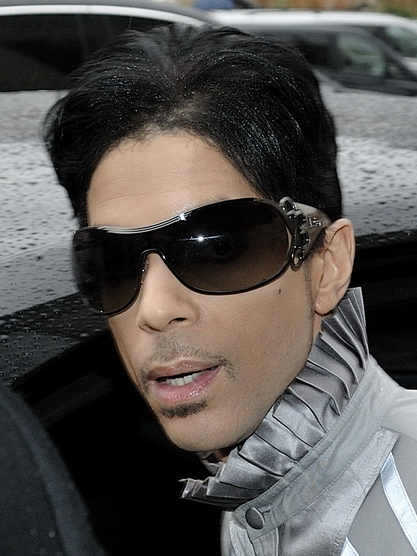
Prince († 2016)

- 1109 – Svatý Anselm z Canterbury, arcibiskup v Canterbury, teolog a filozof (* 1033)
- 1142 – Pierre Abélard, francouzský filozof a teolog (* 1079)
- 1509 – Jindřich VII. Tudor, anglický král (* 28. ledna 1457)
- 1540 – Alfons Portugalský, portugalský infant, arcibiskup Lisabonu a kardinál (* 23. dubna 1509)
- 1551 – Nobuhide Oda, japonský vojevůdce a policejní soudce (* ? 1510)
- 1552 – Petr Apian, německý matematik, astronom a kartograf (* 16. dubna 1495)
- 1574 – Cosimo I. de Medici, velkovévoda toskánský (* 12. června 1519)
- 1584 – Francisco de Toledo, místokrál Peru (* 10. června 1515)
- 1699 – Jean Racine, francouzský dramatik (* 22. prosince 1639)
- 1740 – Antonio Balestra, italský malíř (* 12. srpna 1666)
- 1785 – Fridrich II. Meklenbursko-Zvěřínský, meklenbursko-zvěřínský vévoda (* 9. listopadu 1717)
- 1827 – Thomas Rowlandson, britský malíř (* 13. července 1756)
- 1830 – Faustino Camisani, italský houslista, violista a hudební skladatel (* 27. ledna 1772)
- 1831 – Thursday October Christian, kolonista na ostrově Pitcairn (* 7. října 1790)
- 1859 – Jindřich Larisch-Mönnich, slezský hrabě a podnikatel (* 23. února 1793)
- 1891 – Štefan Marko Daxner, slovenský šlechtic, politik, právník, ekonom a národní buditel (* 22. prosince 1822)
- 1895 – Jeremiah Gurney, americký fotograf (* 17. října 1812)
- 1896 – Maurice de Hirsch, německo-židovský bankéř, filantrop a mecenáš (* 9. prosince 1831)
- 1898 – Louis Théodore Gouvy, francouzský romantický skladatel (* 3. června 1819)
- 1908 – Theodor von Sickel, německo-rakouský historik (* 18. prosince 1826)
- 1910 – Mark Twain, americký spisovatel (* 30. listopadu 1835)
- 1912
  - Felix Benedict Herzog, americký inženýr, vynálezce (* 27. prosince 1859)
  - Siri von Essen, finská herečka (* 17. října 1850)
- 1918 – Manfred von Richthofen, německý pilot (* 2. května 1892)
- 1922 – Alessandro Moreschi, italský zpěvák-kastrát (* 11. listopadu 1858)
- 1923 – Karl Marek, ministr financí Předlitavska (* 5. února 1860)
- 1932 – Friedrich Gustav Piffl, kardinál a arcibiskup ve Vídni (* 15. října 1864)
- 1934 – Carsten Borchgrevink, norský přírodovědec a polárník (* 1. prosince 1864)
- 1935 – Lucy Duff-Gordonová, britská módní návrhářka (* 13. června 1863)
- 1938
  - Boris Andrejevič Pilňak, ruský spisovatel (* 11. října 1894)
  - Muhammad Iqbal, indický básník, filozof a politik (* 9. listopadu 1877)
- 1944 – Hans Valentin Hube, generálplukovník německého Wehrmachtu (* 29. října 1890)
- 1945 – Walter Model, německý generál (* 24. ledna 1891)
- 1946 – John Maynard Keynes, anglický ekonom (* 5. června 1883)
- 1954 – Emil Leon Post, polsko-americký matematik (* 11. února 1897)
- 1956 – Angelo Dibona, italský horolezec a horský vůdce (* 7. dubna 1879)
- 1962 – Frederick Handley Page, britský letecký konstruktér a podnikatel (* 15. listopadu 1885)
- 1965 – Edward Victor Appleton, britský fyzik a astronomie, Nobelova cena za fyziku (* 6. září 1892)
- 1966 – Sepp Dietrich, německý generál, velitel Hitlerovy osobní stráže (* 28. května 1892)
- 1970 – Earl Hooker, americký bluesový hudebník (* 15. ledna 1929)
- 1971 – François Duvalier, prezident Haiti (* 14. dubna 1907)
- 1974 – Volodymyr Vladko, ukrajinský sovětský spisovatel (* 8. ledna 1901)
- 1975 – Melchior Vischer, německý spisovatel a režisér (* 7. ledna 1895)
- 1978
  - Sandy Denny, anglická zpěvačka a písničkářka (* 6. ledna 1947)
  - Angelo Maria Ripellino, italský slavista, básník a překladatel (* 4. prosince 1923)
- 1980
  - Ľudovít Fulla, slovenský malíř (* 27. února 1902)
  - Alexandr Ivanovič Oparin, sovětský biolog (* 2. března 1894)
- 1988 – Paul Steinitz, anglický varhaník a pedagog (* 25. srpna 1909)
- 1992
  - Väinö Linna, finský spisovatel (* 20. prosince 1920)
  - Vladimír Kirillovič Ruský, člen rodiny Romanovců (* 30. srpna 1917)
- 1994 – Edmond Keosajan, sovětský filmový režisér a scenárista arménského původu (* 9. října 1936)
- 1996 – Džochar Dudajev, první prezident separatistické Čečenské republiky Ičkérie (* 15. února 1944)
- 1998 – Jean-François Lyotard, francouzský filozof (* 10. srpna 1924)
- 2003 – Nina Simone, americká zpěvačka, skladatelka, pianistka (* 21. února 1933)
- 2004 – Karl Hass, německý válečný zločinec (* 5. října 1912)
- 2005 – Gwynfor Evans, velšský politik (* 1. září 1912)
- 2007
  - Stanisław Dragan, polský boxer, bronzový na OH 1968 (* 21. listopadu 1941)
  - Parry O' Brien, americký atlet, dvojnásobný olympijský vítěz ve vrhu koulí, 1952 a 1956 (* 28. ledna 1932)
- 2008
  - Al Wilson, americký zpěvák (* 19. června 1939)
  - Claude Veillot, francouzský spisovatel a scenárista (* 29. září 1925)
- 2009 – Vivian Maierová, americká umělecká fotografka (* 1. února 1926)
- 2010 – Juan Antonio Samaranch, sportovní funkcionář, prezident Mezinárodního olympijského výboru v letech 1980–2001
- 2011
  - Harold Garfinkel, americký sociolog (* 29. října 1917)
  - Annalisa Ericsonová, švédská herečka (* 14. září 1913)
- 2012 – Charles Colson, americký politik, právník a náboženský vůdce (* 16. října 1931)
- 2016
  - Prince, americký hudebník (* 7. června 1958)
  - Guy Hamilton, americký režisér (* 16. září 1922)
- 2020 – Florian Schneider, německý hráč na syntezátory a skladatel (* 7. dubna 1947)
- 2021 – Håkon Brusveen, norský běžec na lyžích (* 15. července 1927)
- 2025 – František, vlastním jménem Jorge Mario Bergoglio, 266. papež (* 17. prosince 1936)

## Svátky

### Svět
- Světový den kreativity a inovací

### Česko
- Alexandra, Saskia, Saskie
- Abelard
- Anselm, Anselma, Selma
- Želislav, Želislava

### Liturgický kalendář
- Sv. Anselm
- Bahá’í: Rezván (začátek 12denního festivalu)

| 21. duben v pražském KlementinuÚdaje jsou platné k 29. 4. 2025. | 21. duben v pražském KlementinuÚdaje jsou platné k 29. 4. 2025. | 21. duben v pražském KlementinuÚdaje jsou platné k 29. 4. 2025. |
| minimum                                                         | denní průměr                                                    | maximum                                                         |
| --------------------------------------------------------------- | --------------------------------------------------------------- | --------------------------------------------------------------- |
| −2,4 °C (1861)                                                  | 11,6 °C (od 1961)                                               | 26,2 °C (2018)                                                  |